# Ospedaletto
Ospedaletto là một đô thị ở tỉnh Trento ở vùng Trentino-Alto Adige/Südtirol của Ý, tọa lạc cách 35 km về phía đông của Trento. Tại thời điểm ngày 31 tháng 12 năm 2004, đô thị này có dân số 807 người và diện tích là 16,8 km².
Ospedaletto giáp các đô thị: Pieve Tesino, Cinte Tesino, Ivano-Fracena, Villa Agnedo, Grigno và Asiago.